# Världarnas bok
Världarnas bok är en svensk fantasy-tv-serie för ungdomar från 2006 i regi av Kristian Petri och Daniel di Grado. Originalmanus av Jonna Bolin-Cullberg och Fredrik Agetoft. Producerad av Tre Vänner för SVT Drama.
Den visades på SVT1 hösten/vintern 2006 och i repris på Barnkanalen våren 2011. Serien har även varit utgiven på DVD.

## Handling
Esthers morfar försvinner och istället dyker en märklig pojke upp. Pojken heter Tim. Tim hävdar att han är 200 år gammal och har tappat bort den bok med vars hjälp man kan hitta portalerna mellan olika världar. Han blir naturligtvis inte trodd utan får gå i gruppterapisamtal på BUP (barn- och ungdomspsykiatrin) tillsammans med andra barn som har svårt att hålla sig till sanningen. Den lilla gruppen smiter dock från samtalen och tar upp jakten på morfadern och boken. Äventyren för dem till andra världar, men de får också med sig varelser från andra världar hem till sin egen värld.

## Rollista (i urval)
| Félice Jankell       | – Esther                    |
| Penny Elvira Loftéen | – Klara                     |
| Kim Jansson          | – Sophie                    |
| Lukas Olsson         | – Tim                       |
| Kim Magnusson        | – Hamid                     |
| Josephine Alhanko    | – Karin                     |
| Björn Gustafson      | – Morfar Harald             |
| Mats Flink           | – Advokat                   |
| Anna Pettersson      | – Barn- och ungdomspsykolog |
| Ann-Sofie Rase       | – Klaras mamma              |
| Gunilla Röör         | – Skolfröken                |
| Björn Andrésen       | – Alexander                 |
| Anders Beckman       | – Poliskollega 1            |
| Pierre Tafvelin      | – Poliskollega 2            |
| Samuel Fröler        | – Sophies pappa             |
| Inga Ålenius         | – Kvinnlig bokhandlare      |
| Rolle Lindgren       | – Socialassistent           |